# 電話回線
電話回線（でんわかいせん）は、電話機・電話交換機を接続する伝送路である。また、ダイヤル・プッシュといった信号送出方法の種類を意味する用語としても用いられる。

## 有線
電話機と電話交換機との間の有線接続インターフェースには、次のようなものがある。

### アナログ回線

#### 2線式アナログ
2線式アナログ回線インターフェースは、一般のアナログ電話機を接続するためのものである。加入電話回線の他、ターミナルアダプタやVoIPアダプタのアナログ電話インターフェースで用いられている。
通話機能は、標準規格間の差はほとんどない。しかし、ダイヤルトーン・リングバックトーン・発信者番号通知（ナンバーディスプレイ）・接続コネクタ（同じコネクタを使用していても結線が違う場合もある）等は、国際標準が無いため地域や電気通信事業者で異なる。日本の場合、RJ-11の電話用6極モジュラージャックが接続に用いられる。
電話番号の伝達方式として、ダイヤルパルス(Dial Pulse) を用いるパルス式とDTMFを用いるプッシュ式とがある。回線種別に応じた、機器の設定が必要である。ターミナルアダプタ・VoIPアダプタの場合、プッシュ式のみ対応のものと双方を自動認識するものとがある。
交換機などからの給電電力に余裕があれば、一つの回線に複数の端末の接続が可能である。しかし、同じ回線インターフェースに接続された電話機同士の呼び出しや秘話の機能は無い。また、電話番号による端末の個別呼び出しのためにはダイヤルインの契約と対応機器の設置が必要である。
電話切替器を使用して複数の電話機を切り替えて使用することが可能なこともある。手動式のものと、秘話式と呼ばれる自動式のものとがある。
また、アナログ方式公衆電話・特殊簡易公衆電話では、硬貨収納等信号送出機能があるものが使用されている。

#### 2線スター配線アナログ電子式ボタン電話
2線式アナログ回線にデジタル制御線を追加したものが、アナログ電子式ボタン電話の配線として利用されていた。
一組の配線に1つの電話機しか接続できない。

#### 4線式アナログ
4線式アナログ回線インターフェースは、2線-4線変換機能を持った内線電話交換機を使用した、アナログ方式の事務所用のビジネスフォンや家庭用のホームテレホン等で用いられていた。一組の配線に1つの電話機しか接続できない。
Out Band Dialling (OD) またはEar & Mouth (E&M) と呼ばれる、音声伝送の4線の他に2・3本の制御線を追加したものが、アナログ電子内線電話交換機の配線として用いられている。

#### 多芯配線
2線式アナログ回線をいくつか束ねたものに制御線を追加した多芯配線が、一部のボタン電話の配線として利用されていた。

### デジタル回線
デジタル音声回線は、時分割スイッチ交換方式とともに用いられるようになった。 ビジネスホン・ホームテレホンなどで用いられている。

#### デジタルスター配線
デジタルスター配線は、時分割複信方式の2心の配線に単一の端末を接続するものである。
配線の障害が、単一の端末の障害になるだけで信頼性が高い。
標準規格が無く、主装置と電話機が同じシリーズでないと接続できない。

#### デジタルバス
デジタルバスは、一組の4心の配線に複数のデジタル電話機を接続できる。また、時分割多重化により同じ配線につながれた電話機相互間の内線通話も可能である。
配線ルートに余裕がない場所に多数の端末を設置する場合に用いられる。配線の障害が、多数の端末の障害となる。
標準規格が無く、主装置と電話機が同じシリーズでないと接続できない。

#### S点インターフェース
S点インターフェースは、ISDN基本速度インターフェースの端末配線に用いられるデジタルバスである。RJ-45の8極モジュラージャックが用いられる。
基本的な機能は、国際標準化されている。しかし、拡張機能は互換性がない場合がある。

### 注意点
電話交換機が給電、電話機が受電側となる。
外線・VoIPアダプタ・内線電話交換機などの相互接続の際、給電側同士を接続すると機器が破損する場合がある。
- ○ 端末-給電側・内線電話交換機・受電側-VoIPアダプタ
- × 端末-受電側・内線電話交換機・給電側-VoIPアダプタ

## VoIP
VoIPの場合、次のようなものが用いられる。
- IP電話機 : イーサネットのRJ-45の8極モジュラージャック。
- 無線IP電話機 : 無線LAN

## マルチチャネルアクセス無線
マルチチャネルアクセス無線を利用した電話回線もある。
- コードレス電話
  - PHS・デジタルコードレス電話
  - 小電力コードレス電話
  - 微弱電力コードレス電話
- 移動体通信
  - 携帯電話（自動車電話）
  - 衛星電話

## 信号送出方法による種別
ダイヤル回線
信号音として「カタカタ」「パチパチ」などと表現される事のある ダイヤルパルス（別称 : パルス信号）を使用する回線。

プッシュ回線
信号音として「ピッ、ポッ、パッ」と表現される事のあるDTMF（別称 : トーン信号、プッシュ信号）を使用する回線。